# Eutrepsia metagrapharia
Eutrepsia metagrapharia är en fjärilsart som beskrevs av Walker 1862. Eutrepsia metagrapharia ingår i släktet Eutrepsia och familjen mätare. Inga underarter finns listade i Catalogue of Life.